# Macedonia na Zimowych Igrzyskach Olimpijskich 1998
Macedonię na Zimowych Igrzyskach Olimpijskich 1998 w Nagano reprezentowało 3 zawodników, którzy wystartowali w 2 dyscyplinach.

## Wyniki zawodników

### Biegi narciarskie

#### Mężczyźni
| Zawodniczka  | Konkurencja              | Czas    | Pozycja | Źródło |
| ------------ | ------------------------ | ------- | ------- | ------ |
| Ǵoko Dineski | 10 km techniką klasyczną | 39:39.3 | 91.     | [ 1 ]  |

### Narciarstwo alpejskie

#### Kobiety
| Zawodnik        | Konkurencja   | 1. przejazd | 1. przejazd | 2. przejazd | 2. przejazd | Suma czasów | Pozycja | Źródło |
| Zawodnik        | Konkurencja   | Czas        | Pozycja     | Czas        | Pozycja     | Suma czasów | Pozycja | Źródło |
| --------------- | ------------- | ----------- | ----------- | ----------- | ----------- | ----------- | ------- | ------ |
| Jana Nikołowska | Slalom gigant | 1:38.14     | 35.         | 1:51.83     | 33.         | 3:29.97     | 33.     | [ 2 ]  |

#### Mężczyźni
| Zawodnik               | Konkurencja   | 1. przejazd | 1. przejazd | 2. przejazd | 2. przejazd | Suma czasów | Pozycja | Źródło |
| Zawodnik               | Konkurencja   | Czas        | Pozycja     | Czas        | Pozycja     | Suma czasów | Pozycja | Źródło |
| ---------------------- | ------------- | ----------- | ----------- | ----------- | ----------- | ----------- | ------- | ------ |
| Ałeksandar Stojanowski | Slalom gigant | 1:31.83     | 45.         | 1:29.34     | 36.         | 3:01.17     | 36.     | [ 3 ]  |